# 愛媛県道183号辰巳伊予和気停車場線

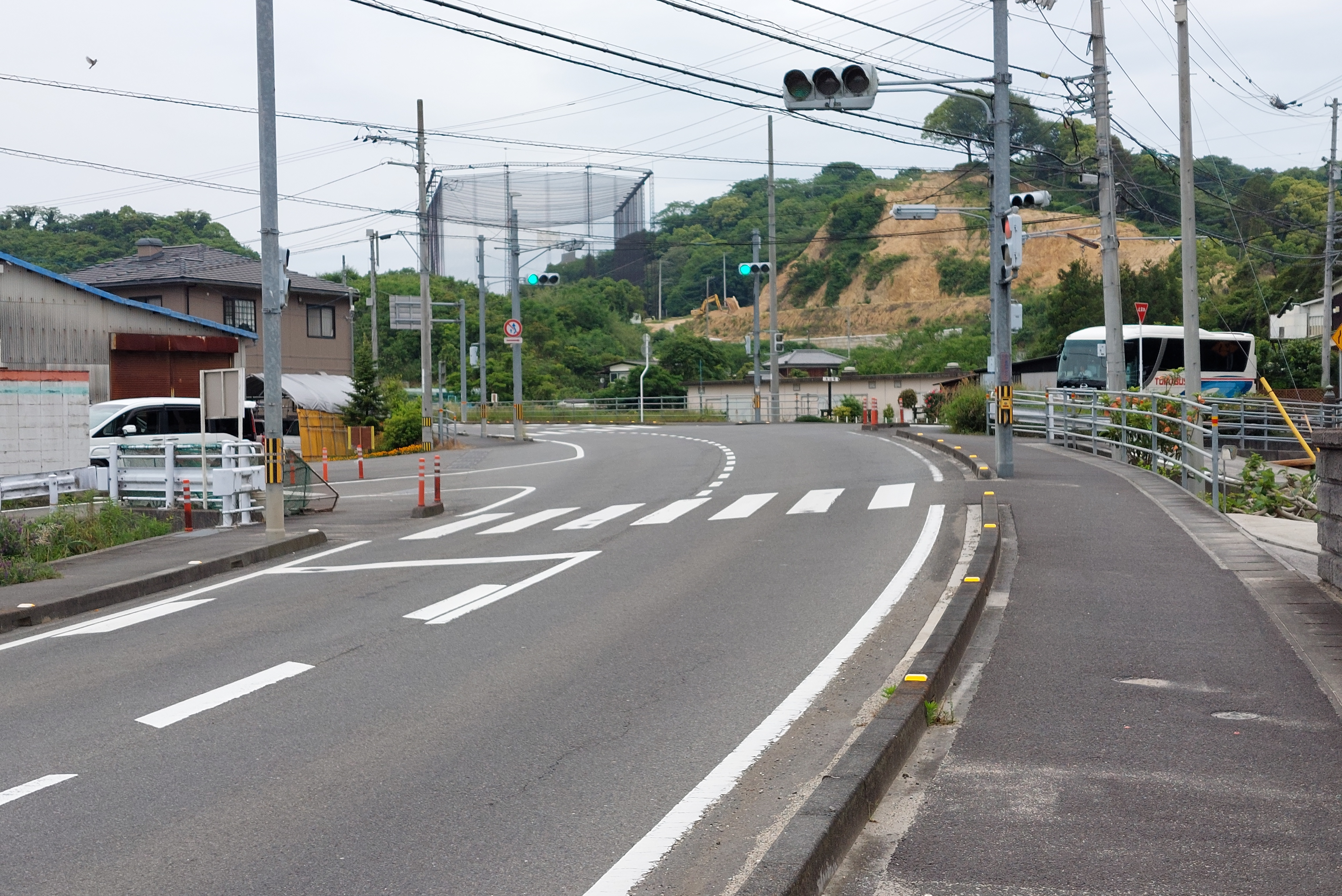
愛媛県道183号辰巳伊予和気停車場線
松山市太山寺町

愛媛県道183号辰巳伊予和気停車場線（えひめけんどう183ごう たつみいよわけていしゃじょうせん）は、愛媛県松山市を通る一般県道である。愛媛県道では珍しく、「和気停車場和気線」→「松山港伊予和気停車場線」→「辰巳伊予和気停車場線」と県道指定区間が変更される度に路線名および路線番号が変更されている。

## 概要

### 路線データ
- 総延長：4.6 km
- 起点：愛媛県松山市辰巳町（辰巳交差点、愛媛県道19号松山港線交点）
- 終点：愛媛県松山市和気町1丁目（JR四国予讃線 伊予和気駅前）

## 歴史
- 1928年（昭和3年）9月14日 - 愛媛県告示第527号により、和気停車場和気線として県道に認定される[1]。
- 1958年（昭和33年）6月27日 - 愛媛県告示第566号により、松山港伊予和気停車場線として県道に認定される（整理番号75番）[2]。
- 1972年（昭和47年）3月16日 - 愛媛県が愛媛県道185号松山港伊予和気停車場線として認定。
- 1982年（昭和57年）
  - 10月15日 - 愛媛県告示第1317号により、愛媛県道185号松山港伊予和気停車場線の路線廃止が認定される[3]。
  - 10月15日 - 愛媛県告示第1316号により、愛媛県道183号辰巳伊予和気停車場線の路線が認定される[4]。

## 地理

### 通過する自治体
- 松山市

### 交差する道路
- 愛媛県道19号松山港線
- 愛媛県道184号和気衣山線

### 重複区間
- 愛媛県道184号和気衣山線（松山市和気町1丁目～松山市和気町1丁目）

### 沿線
- 四国八十八箇所第52番札所太山寺
- 松山市立和気小学校
- 松山和気郵便局
- JR四国予讃線 伊予和気駅